# Tomoyo Kurosawa
Tomoyo Kurosawa (黒沢 ともよ?, Kurosawa Tomoyo; Chichibu, 10 aprile 1996) è una doppiatrice, attrice e cantante giapponese, affiliata alla Mausu Promotion.

## Biografia
Nata a Chichibu, nella prefettura di Saitama, Kurosawa ha iniziato a studiare recitazione dall'età di tre anni. Nel 2000, ha iniziato ad apparire in serie TV, spot pubblicitari e spettacoli teatrali.
Kurosawa è diventata un membro di supporto dei Sound Horizon nel 2008, apparendo nella loro sesta storia su CD "Moira" quello stesso anno, nonché nel settimo brano su CD "Märchen", pubblicato nel 2010. Kurosawa ha fatto il suo debutto come doppiatrice dando la voce a Natsuki Koyama nel film d'animazione del 2010 Welcome to the Space Show. Nel 2012, è passata da Space Craft a Mausu Promotion.

## Doppiaggio

### Anime

#### Serie televisive
2012
- Aikatsu! (Otome Arisugawa)[2]
- Black Rock Shooter (vari ruoli)

2014
- Amagi Brilliant Park (Sylphy)[3]
- Black Bullet (Tina Sprout)[4]
- Locodol (Tsubasa Tsurugi)[5]
- Yūki Yūna wa yūsha de aru (Itsuki Inubozaki)[6]

2015
- The Idolmaster Cinderella Girls (Miria Akagi)[7]
- Seraph of the End (Mirai Kimizuki)
- Sound! Euphonium (Kumiko Ōmae)[8]

2016
- Active Raid (Liko)
- Ragnastrike Angels (Ayano Anemori)
- Sound! Euphonium 2 (Kumiko Ōmae)
- Tsukiuta (Reina Ichisaki)

2017
- Idol Time PriPara (Garara•S•Leep)
- Land of the Lustrous (Phosphophyllite)
- Love and Lies (Kagetsu Ichijō)
- Sakura Quest (Erika Suzuki)
- Yūki Yūna wa yūsha de aru: Yūsha no shō (Itsuki Inubozaki)

2018
- BanG Dream! Girls Band Party! ☆ Pico (Misaki Okusawa/Michelle)[9]
- Cutie Honey Universe (Flash Honey)
- Dragon Pilot (Nao Kaizaki)
- FLCL (Aiko)
- Laid-Back Camp (Ayano Toki)
- Mr. Tonegawa: Middle Management Blues (Zawa Voice/006)
- Karakuri Circus (Talanda "Lise" Liselotte Tachibana)
- Akanesasu shōjo (Asuka Tsuchimiya)

2019
- AFTERLOST (Ryōko)
- Astra - Lost in Space (Quitterie Raffaëlli)
- BanG Dream! 2nd Season (Misaki Okusawa/Michelle)[10]
- Kengan Ashura (Karura Kure)
- O Maidens in Your Savage Season (Hitoha Hongō)

2020
- Akudama Drive (Ordinary Person)
- BanG Dream! 3rd Season (Misaki Okusawa/Michelle)[10]
- BanG Dream! Girls Band Party! ☆ Pico ~Ohmori~ (Misaki Okusawa/Michelle)[9]
- Listeners – Zende Neubauten[11]
- Teo and Friends (Koma Oketani)
- I viaggi della strega - The Journey of Elaina (Saya)[12]

2021
- Record of Ragnarok (Göll)
- One Piece (Ulti)
- Megaton Musashi (Arshem Laia)

2022
- Cyberpunk: Edgerunners (Rebecca)

2023
- Magical Destroyers (Pink)
- Trigun Stampede (Vash the Stampede, da bambino)

2025
- Mobile Suit Gundam GQuuuuuuX (Amate Yuruziha)
- Il papà impiegato reincarnato nella perfida nobildonna del videogioco (Hinako Tondabayashi)
- Digimon Beatbreak (Reina Sakuya)

### Film d'animazione
- Fudeko Sono Ai: Tenshi no Piano (2007) – Sachiko Ishii
- Welcome to the Space Show (2010) – Natsuki Koyama
- Majocco Shimai no Yoyo to Nene (2013)
- Aikatsu! (2014) – Otome Arisugawa
- Aikatsu!: The Targeted Magical Aikatsu! Card (2016) – Otome Arisugawa
- Pop In Q (2016) – Saki Tsukui[13]
- Sound! Euphonium: The Movie – Welcome to the Kitauji High School Concert Band (2016) – Kumiko Oumae
- Sound! Euphonium: Todoketai Melody (2017) – Kumiko Oumae
- Liz e l'uccellino azzurro (2018) – Kumiko Oumae
- Love Live! Sunshine!! The School Idol Movie Over the Rainbow (2019) – Tsuki Watanabe
- Sound! Euphonium The Movie – Our Promise: A Brand New Day (2019) – Kumiko Oumae
- My Hero Academia: Heroes Rising (2019) – Mahoro Shimano

### Videogiochi
- Aikatsu! Cinderella Lesson (2012) – Otome Arisugawa
- Aikatsu! Futari no My Princess (2013) – Otome Arisugawa
- The Idolmaster Cinderella Girls (2013) – Miria Akagi
- Shingeki no Bahamut (2014) – Mito
- Granblue Fantasy (2014) – Meg, Miria Akagi
- Bladedance of Elementalers DayDreamDuel (2014) – Lulu[14]
- Nekomimi Survivor! (2014) – Hakase[15]
- 82H Blossom (2014) – Yuzuki Negishi
- Valkyrie Drive: Siren (2015) – Kotona Misaki
- Nights of Azure (2015) – Christophorus
- Band Yarouze! (2016) – Miley
- Final Fantasy XV (2016) – Talcott Hester
- Fire Emblem Heroes (2017) – Karin, Sothis
- BanG Dream! Girls Band Party! (2017) – Misaki Okusawa/Michelle
- Warriors All-Stars (2017) – Christophorus
- Azur Lane (2017) – IJN Mutsu, USS South Dakota
- Radiant Historia: Perfect Chronology (2017) – Aht
- Nights of Azure 2: Bride of the New Moon (2017) – Christophorus
- Idol Time PriPara (2017) – Garara・S・Leep
- Shin Megami Tensei: Strange Journey Redux (2017) – Chen
- Dragon Quest Rivals (2017) – Principe Laguas
- Grand Chase Dimensional Chaser Global (2017) – Arme Glenstid
- Muse Dash (2018) – Amiya
- Closers Online (2018) – Luna Aegis
- Sid Story – Fenrir, Nicolini, Jefferson
- Dragalia Lost (2018) – Lapis
- Super Smash Bros. Ultimate (2018) – Sothis
- Arknights (2019) – Amiya
- Fire Emblem: Three Houses (2019) – Sothis
- AI: The Somnium Files (2019) – Mizuki[16]
- Bravely Default II (2021) – Selene
- Rune Factory 5 (2021) – Beatrice
- The Caligula Effect 2 (2021) – Pandora
- Scarlet Nexus (2021) – Haruka Frazer
- Monster Hunter Stories 2: Wings of Ruin (2021) – Ena
- Fire Emblem Warriors: Three Hopes (2022) – Sothis
- AI: The Somnium Files - nirvanA Initiative (2022) – Mizuki
- Soul Hackers 2 (2022) – Ringo
- 404 GAME RE:SET (2023) – Ridge Racer
- Dragon Quest X: Rise of the Five Tribes Offline (2023) – Principe Laguas
- Another Code: Recollection (2024) – Matthew Crusoe
- Gundam Breaker 4 (2024) – Reco
- The Hundred Line: Last Defense Academy (2025) – Nozomi Kirifuji, Karua Kashimiya
- No Sleep For Kaname Date - From AI: The Somnium Files (2025) – Mizuki